# Flood (álbum)
Flood (en español: Inundación), es el tercer álbum de la banda estadounidense de rock alternativo They Might Be Giants, y el primero con Elektra Records. El álbum generó tres sencillos: «Birdhouse in Your Soul», «Twisting» e «Istanbul (Not Constantinople)».
Se convirtió en su álbum más popular y la primera exposición de muchos fanes al grupo; en algunos conciertos se ha interpretado al completo.

## Lista de canciones
| N.º | Título                                                     | Duración |  |
| 1.  | «Theme From Flood»                                         | 0:28     |  |
| 2.  | «Birdhouse in Your Soul»                                   | 3:20     |  |
| 3.  | «Lucky Ball & Chain»                                       | 2:46     |  |
| 4.  | «Istanbul (Not Constantinople)» (Jimmy Kennedy, Nat Simon) | 2:38     |  |
| 5.  | «Dead»                                                     | 2:58     |  |
| 6.  | «Your Racist Friend»                                       | 2:54     |  |
| 7.  | «Particle Man»                                             | 1:59     |  |
| 8.  | «Twisting»                                                 | 1:56     |  |
| 9.  | «We Want a Rock»                                           | 2:47     |  |
| 10. | «Someone Keeps Moving My Chair»                            | 2:23     |  |
| 11. | «Hearing Aid»                                              | 3:26     |  |
| 12. | «Minimum Wage»                                             | 0:47     |  |
| 13. | «Letterbox»                                                | 1:25     |  |
| 14. | «Whistling in the Dark»                                    | 3:25     |  |
| 15. | «Hot Cha»                                                  | 1:34     |  |
| 16. | «Women & Men»                                              | 1:46     |  |
| 17. | «Sapphire Bullets of Pure Love»                            | 1:36     |  |
| 18. | «They Might Be Giants»                                     | 2:45     |  |
| 19. | «Road Movie to Berlin»                                     | 2:22     |  |